# HD 213644
HD 213644，又名BD+15 4670，SAO 107989、HR 8587，是一颗恒星，视星等为6.32，位于銀經80.76，銀緯-35.42，其B1900.0坐标为赤經22h 27m 53.6s，赤緯+15° -35.42′ 52″。